# Jee Yong-ju
Jee Yong-ju (kor. 홍성식; ur. 19 grudnia 1948 w Wonju, zm. 25 sierpnia 1985 tamże) – południowokoreański bokser, walczący kategorii papierowej. W 1968 roku na letnich igrzyskach olimpijskich w Meksyku zdobył srebrny medal (przegrał z Wenezuelczykiem Francisco Rodríguezowi). Wcześniej w półfinale wygrał z Hubertem Skrzypczakiem.